# Ескадрені міноносці типу «Клемсон»
Ескадрені міноносці типу «Клемсон» (англ. Clemson-class destroyer) — клас військових кораблів з 156 ескадрених міноносців, що випускалися американськими суднобудівельними компаніями наприкінці Першої світової війни та післявоєнний час, з 1918 по 1922 роки. Ескадрені міноносці цього типу входили до складу американських військово-морських сил і активно використовувалися протягом Другої світової війни. Кораблі цього типу за програмою ленд-лізу передавалися ВМС Великої Британії, Канади та СРСР.
Ескадрені міноносці типу «Клемсон» були модифікованою версію есмінців типу «Вікс», їхнє озброєння, дизайн та конструкція відповідно були ідентичні кораблям цього типу. Відмінною особливістю кораблів типу «Клемсон» від попередніх типів була збільшена (приблизно на 35 %) дальність ходу, збільшена міцність корпусу і більш високі морехідні якості.

## Список ескадрених міноносців типу «Клемсон»
«Клемсон», «Далгрен», «Голдсборо», «Семмс», «Саттерлі», «Мейсон», «Грем», «Ебель Аршер», «Хант», «Велборн Вуд», «Джордж Баджер», «Бранч», «Герндон», «Даллас»,* «Чендлер», «Саутард», «Гові», «Лонг», «Брум», «Альден», «Сміт Томпсон», «Баркер», «Трейсі», «Борі», «Джон Едвардс», «Віппл», «Перрот», «Едсолл», «Макліш», «Сімпсон», «Балмер», «Маккормік», «Стюарт», «Поуп», «Пірі», «Пілсбері», «Джон Форд», «Тракстон», «Пол Джонс», «Гатфілд», «Брукс», «Гілмер», «Фокс», «Кейн», «Гамфріс», «Макфаленд», «Джеймс Полдінг», «Овертон», «Стюртевант», «Чайлдс», «Кінг», «Сендз», «Вільямсон», «Рубен Джеймс», «Бейнбрідж», «Гофф», «Беррі», «Гопкінс», «Лоуренс», «Белкнеп», «Маккук», «Маккала», «Роджерс», «Осмонд Інгрем», «Бенкрофт», «Веллс», «Олік», «Тернер», «Гілліс», «Делфі», «Макдермут», «Лауб», «Макланаган», «Едвардс», «Грін», «Баллард», «Шубрік», «Бейлі», «Торнтон», «Морріс», «Тінгі», «Свейзі», «Мід», «Сінклер», «Макколі», «Муді», «Хеншоу», «Маєр», «Дуаєн», «Шаркі», «Тої», «Брек», «Ішервуд», «Кейс», «Ларднер», «Патнем», «Ворден», «Флассер», «Дейл», «Конверс», «Рейд», «Біллінгслі», «Чарльз Осберн», «Осборн», «Ченсі», «Фуллер», «Персіваль», «Джон Френсіс Бернс», «Фаррагут», «Сомерс», «Стоддерт», «Ріно», «Фаркгар», «Томпсон», «Кеннеді», «Пол Гамільтон», «Вільям Джонс», «Вудбарі», «С.Лі», «Ніколас», «Янг», «Зейлін», «Ярборо», «Ла Валлет», «Слоут», «Вуд», «Шірк», «Кіддер», «Селфрідж», «Маркус», «Мервін», «Чейз», «Роберт Сміт», «Маллані», «Коглан», «Престон», «Лемсон», «Брюс», «Галл», «Макдонах», «Фаренголт», «Самнер», «Коррі», «Мелвін», «Літчфілд», «Зейн», «Вейсмут», «Тревер», «Перрі», «Декатур», «Галберт», «Ноа», «Вільям Престон», «Пребл», «Сікард», «Прюітт»
- Випуск есмінців з DD-200 до DD-205 було скасовано
- 20 есмінців цього типу були передані Королівському флоту Великій Британії та перекваліфіковані на есмінці типу «Таун»